# Pais e Filhos
Pais e Filhos é a obra-prima do escritor russo Ivan Turguêniev, publicada originalmente em 1862, uma época de grande perturbação social e política em seu país.

## Personagens e ideias
Foi nesta obra que se popularizou o termo niilismo, aplicado ao protagonista Bazárov, para descrever uma espécie de rebeldia que "não se inclina a nenhuma autoridade nem aceita nenhum princípio sem exame". Bazárov é um jovem intelectual materialista, que nega o amor, a arte, a religião e a tradição, e diz acreditar apenas em verdades cientificamente comprovadas pela experiência. O personagem teria sido inspirado num médico que o próprio escritor conheceu pessoalmente.[carece de fontes?]
"O lugar insignificante que ocupo é tão minúsculo em comparação com o resto do espaço em que não estou e onde não se importam comigo. A parcela de tempo que hei de viver é tão ridícula em face da eternidade, onde nunca estive e nunca estarei... Neste átomo, neste ponto matemático, o sangue circula, o cérebro trabalha e quer alguma coisa... Que estupidez! Que inutilidade!"- Bazárov refletindo sobre a inutilidade da vontade de viver.[carece de fontes?]
No decorrer da obra, Bazárov se apaixona e dessa forma o livro apresenta uma crítica ao niilismo, fato que fez com que fosse criticado pelos intelectuais da época, militantes do niilismo. No livro, Turguêniev coloca em choque a juventude (geração de 60) e os conservadores (geração de 40), estes descritos pelo jovem personagem Bazárov como "cartas fora do baralho", o que evidentemente desagradou a quem se identificava com a geração dos "pais".[carece de fontes?]
Turguêniev enfatiza sua crítica ao niilismo demonstrando seu caráter destrutivo nas relações sociais. Bazárov, indiferente e frio com todos que o amam, causa-lhes sofrimento e, por fim, acaba negando ao pai o cristianismo e a própria importância.
Personagens principais:   
- Nikolái Petróvitch Kirsánov: Um cavalheiro de quarenta e poucos anos, viúvo, pai de Arkádi, irmão de Pável; possui a pequena propriedade de Marino e está emocionado por ter seu filho de volta.[carece de fontes?]
- Arkádi Nikoláievitch Kirsánov: Filho de Nikolái Petróvitch; recém-formado na Universidade de São Petersburgo, ele traz seu amigo de Bazárov para Marino, a propriedade do pai. Tornou-se niilista mais por influência de Bazárov do que da convicção.[carece de fontes?]
- Evguéni Vassílievitch Bazárov: Um estudante de medicina e niilista, que desafia as ideias liberais dos irmãos Kirsánov e os sentimentos tradicionais e ortodoxos russos de seus próprios pais.[carece de fontes?]
- Pável Petróvitch Kirsánov: irmão de Nikolai Petróvitch; um burguês com pretensões aristocráticas que se orgulha de seu refinamento, mas, como seu irmão, tem uma mente reformista. Após o embate com Bazárov, passa a considerá-lo como um sujeito arrogante, insolente, cínico e vulgar.[carece de fontes?]
- Anna Serguéievna Odíntsova: Uma viúva rica de 29 anos que entretém os amigos niilistas em sua propriedade; "Livre de quaisquer preconceitos, sem convicções firmes de espécie alguma, não cedia às opiniões alheias."[carece de fontes?]

## Intertextualidade
Dostoiévski, também russo, teve toda a sua obra permeada pelo ideário niilista, mas sempre de outra perspectiva, em oposição a Turguêniev, tentando expor a decadência moral da negação de todos os valores, tal como defendia Bazárov. Em sua obra Os Demônios (1862), Dostoiévski insere o seu próprio protótipo de Turguêniev: o escritor e livre-pensador Karmazínov, um personagem bastante caricato, que flerta com a juventude revolucionária presente nessa obra, o que já demonstra a rivalidade entre os dois escritores. Existem também algumas alusões ao livro de Turguêniev no livro Crime e Castigo.[carece de fontes?]
Mais tarde, o filósofo Martin Heidegger, intitulou Nietzsche como sendo "o último niilista". Apesar de não ter citado Turguêniev em suas obras, é crível que Nietzsche tenha sido influenciado diretamente por Bazárov e seus contemporâneos.[carece de fontes?]

## Edição portuguesa
- Pais e Filhos, traduzido do russo por Nina Guerra e Filipe Guerra. Lisboa, Editorial Presença, 2023. Vencedor do Grande Prémio de Tradução Literária APT/PEN Clube Português.

## Adaptações
O dramaturgo canadense George F. Walker escreveu a peça de 1988 Nothing Sacred, uma adaptação teatral de Pais e Filhos.